# های فالز، نیویورک
های فالز (به انگلیسی: High Falls) یک منطقهٔ مسکونی در ایالات متحده آمریکا است که در شهرستان اولستر، نیویورک واقع شده‌است.های فالز ۳٫۱ کیلومتر مربع مساحت و ۶۲۷ نفر جمعیت دارد و ۴۹ متر بالاتر از سطح دریا واقع شده‌است.